# Звъника (село)
Звъника е село в Южна България. То се намира в община Кърджали, област Кърджали.

## География
Село Звъника се намира в планински район.